# لوران درولینکور
لوران درولینکور (به فرانسوی: Laurent Drelincourt) شاعر و کشیش قرن هفدهم میلادی اهل فرانسه است.